# Mami Umekiová
Mami Umeki (* 6. prosince 1994 Kokonoe) je japonská zápasnice — judistka.

## Sportovní kariéra
Vyrůstala na rodinné farmě a byla od mala zvyklá na tvrdou práci. S judem začala na základní škole v policejním dojo v Kokonoe. Poprvé na sebe upoutala pozornost reprezentačních trenérů na střední škole v Aso a v roce 2010 její kroky směřovaly do hlavního města Tokia. Připravuje se na Pacifické univerzitě v Okajamě a na její tréninky dohlíží legendární Tošihiko Koga. V roce 2016 startovala jako úřadující mistryně světa na olympijských hrách v Riu, ale takticky nezvládla a prohrála na juko zápas úvodního s Maďarkou Abigél Joóovou.

### Vítězství
- 2014 - 1x světový pohár (Řím)
- 2015 - 1x světový pohár (Oberwart)
- 2017 - 2x světový pohár (Düsseldorf, Jekatěrinburg)
- 2018 - 1x světový pohár (Budapešť)

## Výsledky
| Olympijské hry    |    | — |   |    |    | úč. |    |  |  |  |  |  |  |  |  |  |  |  |  |  |  |  |  |  |
| Mistrovství světa | —  |   | — | —  | 1. |     | 2. |  |  |  |  |  |  |  |  |  |  |  |  |  |  |  |  |  |
| Asijské hry       |    |   |   | 3. |    |     |    |  |  |  |  |  |  |  |  |  |  |  |  |  |  |  |  |  |
| Mistrovství Asie  | —  | — | — |    | 1. | —   | —  |  |  |  |  |  |  |  |  |  |  |  |  |  |  |  |  |  |
| MS juniorů        | 1. | — | — | —  |    |     |    |  |  |  |  |  |  |  |  |  |  |  |  |  |  |  |  |  |